# Kądzielów
Kądzielów – część wsi Turza w Polsce, położona w województwie śląskim, w powiecie zawierciańskim, w gminie Łazy.
W latach 1975–1998 Kądzielów należał administracyjnie do województwa katowickiego.